# Quartier (Volumenmaß)
Das Quartier war ein schwedisches Volumen- und Getreidemaß.
- 1 Quartier = 4 Ort = 16 4/9 Pariser Kubikzoll etwa 1/3 Liter
- 4 Quartier = 1 Stoop
- 8 Quartier = 1 Kanne
- 14 Quartier = 1 Kappor
- 56 Quartier = 1 Viertel
- 112 Quartier = 1 Halbspann
- 224 Quartier = 1 Spann
- 448 Quartier = 1 Tonne

Die Maßkette bei trockenen Waren (Getreidemaß) war 
- 1 Tonne = 2 Spann = 4 Halbspann = 8 Viertelspann = 32 Kappar = 56 Kannen = 112 Stoop = 448 Quartier = 1792 Ort = 7386 Pariser Kubikzoll = 146 3/8 Liter

Ausnahmen als Haufmaß (gehäuft, nicht gestrichen):
- 1 Quartier Malz = 19 2/3 Pariser Kubikzoll = 2/5 Liter
- 1 Quartier Getreide = 18 3/5 Pariser Kubikzoll  etwa 1/3 Liter